# Jacqueline Toboni
Jacqueline Rose Driscoll Toboni (* 18. Februar 1992 in San Francisco, Kalifornien) ist eine US-amerikanische Schauspielerin. Ihre bekannteste Rolle war die in The L Word: Generation Q.

## Leben und Bildung
Toboni ist das jüngste von fünf Kindern. Ihr Vater ist italienischer, ihre Mutter irischer Abstammung. Ihre Schwester Gianna Toboni ist Korrespondentin und Produzentin bei VICE Media.
Sie machte 2010 ihren Abschluss am St. Ignatius College Preparatory in San Francisco im Jahre 2010 und an der University of Michigan im Jahr 2014. Darüber hinaus studierte sie an Theaterprogrammen wie dem Williamstown Theatre Festival als Lehrling, dem Movement Theatre Studio in New York und der Königlichen Akademie für dramatische Kunst in London.

## Karriere
Jacqueline Toboni spielte von 2014 bis 2017 eine Gasthauptrolle in der NBC-Dramaserie Grimm.  Im Jahr 2015 erschien sie in einer Episode von Major Crimes und 2016 bis 2019 in fünf Folgen der Netflix-Anthologie-Reihe Easy. Im Jahr 2017 trat sie in der sechzehnten Staffel von Hell's Kitchen als Gast in einem Special auf, das die Mitwirkenden von Stand Up to Cancer ehrte.

## Filmografie

### Film
- 2014: Bad Girls
- 2017: Liked
- 2018: The Last Room
- 2018: The Bygone
- 2020: The Stand at Paxton County
- 2021: Shot in the Dark
- 2023: Daddy

### Fernsehen
| Jahr      | Titel                    | Rolle                  | Anmerkungen                                                      |
| --------- | ------------------------ | ---------------------- | ---------------------------------------------------------------- |
| 2014–2017 | Grimm                    | Theresa „Trubel“ Rubel | Staffel 3, Wiederkehrende Rolle                                  |
| 2015      | Jill Takes LA            | Jacqueline Chobani     | Hauptrolle                                                       |
| 2015      | Major Crimes             | Officer Leanne Tracy   | Staffel 4, Folge 7: Good Cops, bad Cops (Targets of Opportunity) |
| 2016–2019 | Easy                     | Jo                     | Wiederkehrende Rolle                                             |
| 2017      | Hell's Kitchen           | Sie selbst             | Staffel 16, Folge 11                                             |
| 2019–2023 | The L Word: Generation Q | Sarah Finley           | Hauptrolle (28 Folgen)                                           |
| 2024      | The L Word: Generation Q | Sarah Finley           | 4 Folgen                                                         |
| 2024      | Doctor Odyssey           | Ingenieurin Rosie      | Staffel 1 wiederkehrende Rolle                                   |